# Olympische Sommerspiele 1900/Teilnehmer (Persien)
| Silbermedaillen | Bronzemedaillen | 3. |
| --------------- | --------------- | -- |
| —               | —               | —  |

Die Olympischen Sommerspiele 1900 in Paris waren die ersten Sommerspiele mit iranischer Beteiligung. Der Iran trat mit einem Sportler an: Freydoun Malkom, Fechter.

## Teilnehmer nach Sportarten

### Fechten
| Disziplin          | Athlet          | 1. Runde           | Viertelfinale                    | Hoffnungsrunde | Halbfinale    | Finale        | Rang |
| ------------------ | --------------- | ------------------ | -------------------------------- | -------------- | ------------- | ------------- | ---- |
| Degen für Amateure | Freydoun Malkom | 2. Platz in Pool I | 4. – 6. Platz in Viertelfinale D | ausgeschieden  | ausgeschieden | ausgeschieden | 26.  |